# Tom Ritzy Hülsmann
Tom Ritzy Hülsmann (* 11. April 2004 in Trier) ist ein deutscher Fußballtorhüter.

## Karriere
Hülsmann begann in der Jugend des VfL Trier mit dem Fußballspielen und wechselte später zu Eintracht Trier, dem größten Verein der Stadt. Zur Saison 2017/18 wechselte er in die Jugendabteilung des FC Bayern München, in der er fortan sämtliche Altersklassen durchlief. Ab der Saison 2021/22 kam er für die U19-Mannschaft in der Staffel Süd/Südwest der A-Junioren-Bundesliga zum Einsatz, parallel dazu spielte er auch in der UEFA Youth League. Am 29. Oktober 2021 (20. Spieltag) gab er sein Debüt für die Zweitvertretung des FC Bayern München, die das Spiel in der viertklassigen Regionalliga Bayern gegen die zweite Mannschaft des FC Augsburg mit 3:2 gewann. Bis zum Ende der laufenden Saison bestritt er drei, in der Folgesaison sieben Punktspiele, nebenbei wurde er auch regelmäßig in der U19-Mannschaft eingesetzt.
Im August 2023 gehörte Hülsmann erstmals dem Profikader der Münchner an, zu einem Einsatz im Finale um den DFL-Supercup oder in der Bundesligasaison 2023/24 kam er jedoch nicht. Für die Regionalligamannschaft bestritt er 19 Punktspiele.
Zur Saison 2024/25 wurde er vom österreichischen Zweitligisten SKN St. Pölten ausgeliehen. Sein Debüt in der 2. Liga gab zum Saisonstart am 4. August 2024 beim 2:0-Sieg im Heimspiel gegen den Floridsdorfer AC. Während der Leihe kam er in 28 Zweitligaspielen zum Zug.
Zur Saison 2025/26 kehrte er nicht mehr nach München zurück, sondern wechselte fest zum österreichischen Bundesligisten TSV Hartberg, bei dem er einen bis 2027 laufenden Vertrag erhielt.